# Geoffrey Palmer (attore)
Geoffrey Dyson Palmer (North Finchley, 4 giugno 1927 – Berkhamsted, 5 novembre 2020) è stato un attore britannico.

## Biografia
Nacque il 4 giugno 1927 a North Finchley, Middlesex. Figlio di Frederick Charles Palmer, geometra abilitato, e di Norah Gwendolen. Frequentò la Highgate School dal 1939 al 1945. Dal 1946 al 1948 prestò servizio militare come caporale istruttore di armi leggere e addestramento sul campo nei Royal Marines. In seguito lavorò per un breve periodo come assistente direttore di scena tirocinante non retribuito.
Le sue prime apparizioni televisive includono diversi ruoli in episodi di The Army Game, due episodi de Il barone e un ruolo da agente immobiliare in Cathy Come Home. Dopo un'importante svolta in West of Suez di John Osborne alla Royal Court Theatre con Ralph Richardson, recitò in molte importanti produzioni alla Royal Court e per la Royal National Theatre, e fu diretto da Laurence Olivier nell'opera Eden End di J. B. Priestley.
Dal 1976 al 1979 recitò in The Fall and Rise of Reginald Perrin, nel ruolo dello sfortunato cognato di Reggie Perrin, e dal 1978 al 1983 interpretò il dentista Ben Parkinson in Butterflies.
Dal 1992 al 2005 recitò al fianco di Judi Dench nella sitcom della BBC, As Time Goes By. Nel 1997, apparve nuovamente con la Dench nel film della saga di James Bond Il domani non muore mai.

## Vita privata
Fu sposato dal 1963 con Sally Green. I due ebbero una figlia, Harriet, e un figlio, Charles, regista televisivo. Risiedeva da tempo a Lee Common, nelle Chiltern Hills, nel Buckinghamshire. Al momento della sua morte, risiedeva a Berkhamsted, nell'Hertfordshire.

## Filmografia parziale

### Cinema
- Combattenti della notte (Cast a Giant Shadow), regia di Melville Shavelson (1966)
- O Lucky Man!, regia di Lindsay Anderson (1973)
- Il console onorario (The Honorary Consul), regia di John Mackenzie (1983)
- Lo zoo di Venere (A Zed & Two Noughts), regia di Peter Greenaway (1985)
- Un pesce di nome Wanda (A Fish Called Wanda), regia di Charles Crichton (1988)
- La pazzia di Re Giorgio (The Madness of King George), regia di Nicholas Hytner (1994)
- La mia regina (Mrs. Brown), regia di John Madden (1997)
- Il domani non muore mai (Tomorrow Never Dies), regia di Roger Spottiswoode (1997)
- Anna and the King, regia di Andy Tennant (1999)
- Peter Pan, regia di  P. J. Hogan (2003)
- La Pantera Rosa 2 (The Pink Panther 2), regia di Harald Zwart (2009)
- W.E. - Edward e Wallis (W.E.), regia di Madonna (2011)
- Lost Christmas, regia di John Hay (2011)
- Paddington, regia di Paul King (2014)

### Televisione
- Agente speciale (The Avengers) – serie TV, 3 episodi (1962-1965)
- Il Santo (The Saint) – serie TV, un episodio (1963)
- L'ispettore Gideon (Gideon's Way) – serie TV, un episodio (1965)
- Il barone (The Baron) – serie TV, 2 episodi (1966)
- The Wednesday Play – serie TV, un episodio (1966)
- Doctor Who – serie TV, 3 episodi (1970-2007)
- Butterflies – serie TV, 28 episodi (1978-1983)
- L'ispettore Regan (The Sweeney) – serie TV, un episodio (1978)
- I Professionals (The Professionals) – serie TV, 2 episodi (1978-1983)
- Fawlty Towers – serie TV, un episodio (1979)
- The Goodies – serie TV, un episodio (1980)
- Ispettore Morse (Inspector Morse) – serie TV, un episodio (1990)
- L'asso della Manica (Bergerac) – serie TV, un episodio (1990)
- Absolute Power – serie TV, un episodio (2003)
- Ashes to Ashes – serie TV, un episodio (2008)
- Poirot (Agatha Christie's Poirot) – serie TV, episodio 12x04 (2009)

## Doppiatori italiani
Nelle versioni in italiano delle opere in cui ha recitato, Geoffrey Palmer è stato doppiato da:
- Gianni Musy in La mia regina, Il domani non muore mai
- Luca Ernesto Mellina in Butterflies
- Alessandro Rossi in Un pesce di nome Wanda
- Bruno Alessandro in Anna and the King
- Luciano De Ambrosis in Peter Pan
- Dario De Grassi in Doctor Who (2005)
- Pietro Biondi in La Pantera Rosa 2
- Paolo Lombardi in Poirot
- Dante Biagioni in W.E. - Edward e Wallis
- Carlo Reali in Paddington